# Slins
Slins (en wallon Slin) est une section de la commune belge de Juprelle située en Région wallonne dans la province de Liège. C'était une commune à part entière avant la fusion des communes de 1977.

## Démographie
- Sources : INS, Rem. : 1831 jusqu'en 1970 = recensements, 1976 = nombre d'habitants au 31 décembre.

## Histoire
Au XIIIe siècle, Slins comporte un château ou, plus vraisemblablement, une maison forte. Son seigneur Baudouin, cousin germain de Guillaume de Waroux, prend son parti au cours de la guerre des Awans et des Waroux. La maison forte est incendiée au début du conflit, vers 1297. Cet épisode marque l'escalade du conflit et conduit le prince-évêque Hugues de Chalon à intervenir dans la faide et à assiéger la tour d'Awans. Le château incendié ne sera jamais reconstruit.
Slins fut érigée en commune du département de l'Ourthe sous le régime français.